# Olympische Winterspiele 1994/Teilnehmer (Neuseeland)
| Gelbes Symbol für Goldmedaillen mit stilisierten Olympischen Ringen | Graues Symbol für Silbermedaillen mit stilisierten Olympischen Ringen | Braundes Symbol für Bronzemedaillen mit stilisierten Olympischen Ringen |
| ------------------------------------------------------------------- | --------------------------------------------------------------------- | ----------------------------------------------------------------------- |
| —                                                                   | —                                                                     | —                                                                       |

Neuseeland nahm an den Olympischen Winterspielen 1994 im norwegischen Lillehammer mit sieben Sportlern, zwei Frauen und fünf Männer, teil.

## Flaggenträger
Der Shorttracker Tony Smith trug die Flagge Neuseelands während der Eröffnungsfeier im Skisprungstadion.

## Teilnehmer nach Sportarten

### Shorttrack
| Athleten                                                  | Wettbewerbe    | Vorlauf     | Vorlauf | Viertelfinale | Viertelfinale | Halbfinale    | Halbfinale    | Finale        | Finale        | Rang |
| Athleten                                                  | Wettbewerbe    | Zeit        | Rang    | Zeit          | Rang          | Zeit          | Rang          | Zeit          | Rang          | Rang |
| --------------------------------------------------------- | -------------- | ----------- | ------- | ------------- | ------------- | ------------- | ------------- | ------------- | ------------- | ---- |
| Männer                                                    |                |             |         |               |               |               |               |               |               |      |
| Mike McMillen                                             | 500 m          | 44,98 s     | 3       | ausgeschieden | ausgeschieden | ausgeschieden | ausgeschieden | ausgeschieden | ausgeschieden | 18   |
| Mike McMillen                                             | 1000 m         | 1:32,65 min | 4       | ausgeschieden | ausgeschieden | ausgeschieden | ausgeschieden | ausgeschieden | ausgeschieden | 25   |
| Andrew Nicholson                                          | 500 m          | 54,21 s     | 4       | ausgeschieden | ausgeschieden | ausgeschieden | ausgeschieden | ausgeschieden | ausgeschieden | 28   |
| Andrew Nicholson                                          | 1000 m         | 1:34,18 min | 4       | ausgeschieden | ausgeschieden | ausgeschieden | ausgeschieden | ausgeschieden | ausgeschieden | 27   |
| Chris Nicholson                                           | 500 m          | 1:03,43 min | 4       | ausgeschieden | ausgeschieden | ausgeschieden | ausgeschieden | ausgeschieden | ausgeschieden | 29   |
| Chris Nicholson                                           | 1000 m         | 1:34,91 min | 4       | ausgeschieden | ausgeschieden | ausgeschieden | ausgeschieden | ausgeschieden | ausgeschieden | 28   |
| Mike McMillen Andrew Nicholson Chris Nicholson Tony Smith | 5000-m-Staffel | —           | —       | —             | —             | 7:21,58 min   | 4             | DSQ           | DSQ           | 8    |

### Ski Alpin
| Athleten          | Wettbewerbe        | 1. Lauf     | 1. Lauf | 2. Lauf     | 2. Lauf | Gesamt      | Gesamt |
| Athleten          | Wettbewerbe        | Zeit        | Rang    | Zeit        | Rang    | Zeit        | Rang   |
| ----------------- | ------------------ | ----------- | ------- | ----------- | ------- | ----------- | ------ |
| Frauen            |                    |             |         |             |         |             |        |
| Annelise Coberger | Slalom             | DNF         | DNF     | DNF         | DNF     | DNF         | DNF    |
| Claudia Riegler   | Slalom             | 1:02,26 min | 25      | DNF         | DNF     | DNF         | DNF    |
| Männer            |                    |             |         |             |         |             |        |
| Simon Wi Rutene   | Alpine Kombination | 1:41,88 min | 39      | 1:43,60 min | 18      | 3:25,48 min | 20     |
| Simon Wi Rutene   | Riesenslalom       | DNF         | DNF     | DNF         | DNF     | DNF         | DNF    |
| Simon Wi Rutene   | Slalom             | DNF         | DNF     | DNF         | DNF     | DNF         | DNF    |
| Simon Wi Rutene   | Super-G            | —           | —       | —           | —       | DNF         | DNF    |